# Данкелдский собор
Данкелдский собор (англ. Dunkeld Cathedral) — церковь пресвитерианской церкви Шотландии, расположенный в городе Данкелд в шотландской области Перт-энд-Кинросс. Собор располагается на северном берегу реки Тей в восточной части бывшего монастыря ордена Калди, который в настоящее время находится в руинах.

## История
Строительство собора было начато в 1260 году, и велось преимущественно из серого песчаника. Сооружение собора заняло более двух веков и было завершено в 1501 году. Из-за столь длительного строительство в его окончательном виде переплелись различные архитектурные стили, включая элементы норманского и готического искусства. 
Данкелдский монастырь, на территории которого был возведён собор, был заложен в период с VI по начало VII века после экспедиции святого Колумбы в землю Алба. В IX веке, по поручению короля пиктов Константина, монастырь был окружён каменными стенами из красного песчаника, сделав тем самым Данкелд центром христианства в регионе.
По утверждениям исследователей до начала эпохи Реформации в соборе хранились мощи святого Колумбы, а также некоторые реликвии, связанные с его служением, которые впоследствии были перенесены в Ирландию. Также существует предположение, что до сих пор в основании собора укрыты некоторые части мощей этого святого. 
В соборе располагается гробница Александра Стюарта, графа Бухана, который был там похоронен после смерти в 1405 году. Его гробница представляет собой его изображение в доспехах и является одной из нескольких монументов, что сохранились в Шотландии с тех времен.
В настоящее время собор частично разрушен, но несмотря на это он всё же используется в качестве приходской церкви в летнее время и открыт для всеобщего посещения. Располагающийся при нём музей предлагает для обозрения небольшую средневековую коллекцию предметов обихода монахов, а также экспонаты, связанные с историей самого города.
|                                                           |          |                             |                            |
| Внешний вид собора                                        | Интерьер | Гробница Александра Стюарта | Руины на территории собора |
| - На Викискладе есть медиафайлы по теме Данкелдский собор |          |                             |                            |